# العلاقات الكوستاريكية المالطية
العلاقات الكوستاريكية المالطية هي العلاقات الثنائية التي تجمع بين كوستاريكا ومالطا.

## مقارنة بين البلدين
هذه مقارنة عامة ومرجعية للدولتين:
| وجه المقارنة                                              | كوستاريكا                                 | مالطا                                                     |
| --------------------------------------------------------- | ----------------------------------------- | --------------------------------------------------------- |
| المساحة (كم2)                                             | 51.10 ألف                                 | 316                                                       |
| عدد السكان (نسمة)                                         | 4.91 مليون                                | 465.29 ألف                                                |
| الكثافة السكانية (ن./كم²)                                 | 96.09                                     | 147.24 ألف                                                |
| العاصمة                                                   | سان خوسيه                                 | فاليتا                                                    |
| اللغة الرسمية                                             | اللغة الإسبانية                           | اللغة المالطية، لغة إنجليزية                              |
| العملة                                                    | كولون كوستاريكي                           | يورو، ليرة مالطية                                         |
| الناتج المحلي الإجمالي (بليون دولار)                      | 57.06 مليار                               | 12.54 مليار                                               |
| الناتج المحلي الإجمالي (تعادل القوة الشرائية) بليون دولار | 74.98 مليار                               | 14.68 مليار                                               |
| الناتج المحلي الإجمالي الاسمي للفرد دولار أمريكي          | 11.26 ألف                                 | 22.60 ألف                                                 |
| الناتج المحلي الإجمالي للفرد دولار أمريكي                 | 14.92 ألف                                 |                                                           |
| مؤشر التنمية البشرية                                      | 0.766                                     | 0.839                                                     |
| رمز المكالمات الدولي                                      | +506                                      | +356                                                      |
| رمز الإنترنت                                              | .cr، قائمة نطاقات المستوى الأعلى للإنترنت | .mt                                                       |
| المنطقة الزمنية                                           | 00                                        | توقيت وسط أوروبا، ت ع م+01:00، ت ع م+02:00، أوروبا/مالطا ‏ |

## منظمات دولية مشتركة
يشترك البلدان في عضوية مجموعة من المنظمات الدولية، منها:
| علم المنظمة | اسم المنظمة                               | تاريخ انضمام كوستاريكا | تاريخ انضمام مالطا |
| ----------- | ----------------------------------------- | ---------------------- | ------------------ |
|             | البنك الدولي للإنشاء والتعمير             | 8 يناير 1946           | 26 سبتمبر 1983     |
|             | منظمة التجارة العالمية                    | ?                      | ?                  |
|             | المركز الدولي لتسوية المنازعات الاستشارية | 27 مايو 1993           | 3 ديسمبر 2003      |
|             | منظمة حظر الأسلحة الكيميائية              | ?                      | ?                  |
|             | الفريق المعني برصد الأرض                  | ?                      | ?                  |
|             | الأمم المتحدة                             | 2 نوفمبر 1945          | 1 ديسمبر 1964      |
|             | منظمة الشرطة الجنائية الدولية             | ?                      | ?                  |
|             | وكالة ضمان الاستثمار متعدد الأطراف        | 8 فبراير 1994          | 12 سبتمبر 1990     |
|             | يونسكو                                    | 19 مايو 1950           | 10 فبراير 1965     |
|             | مؤسسة التمويل الدولية                     | 20 يوليو 1956          | 1 يونيو 2005       |
|             | الاتحاد البريدي العالمي                   | ?                      | ?                  |
|             | الاتحاد الدولي للاتصالات                  | 13 سبتمبر 1932         | 1965               |

## وصلات خارجية
- موقع وزارة الخارجية الكوستاريكية
- موقع وزارة الخارجية المالطية